# Bokken

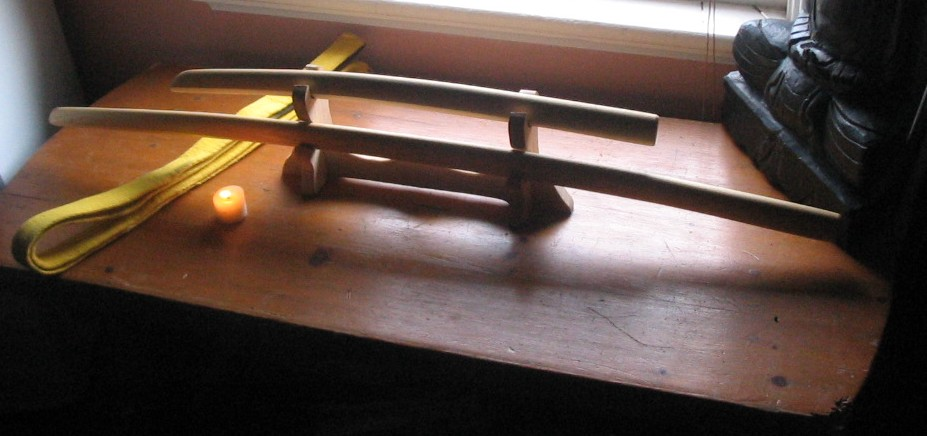
Um daishô com bokken

Bokken (do japonês boku ぼく, "madeira", e ken　けん, "espada") é uma espada de madeira japonesa, normalmente do tamanho de uma katana, usada para treinamentos em kenjutsu. Também é conhecida como bokuto ("espada de madeira"), um outro termo muito comum no Japão.

## Tipos de bokken
Os tipos básicos de bokken fabricados são:
- daitō ou tachi são bokken do tamanho de uma katana, espada longa.
- tantō bo são bokken do tamanho de uma tantō, espada curta de mais ou menos 15 centímetros.
- wakizashi bo têm o tamanho de uma wakizashi, ou seja, uma espada curta.
- kodachi têm o tamanho de uma kodachi que é um tamanho intermediário entre a wakizashi e a katana
- suburito é um tipo de bokken que pode variar de tamanho mas é especialmente usada com enfoque em um treinamento individual. É mais pesada e mais difícil de usar, desenvolvendo mais a musculatura. Um famoso usuário da suburito foi Miyamoto Musashi em seu duelo contra Sasaki Kojiro.